# Artesanía de la palma

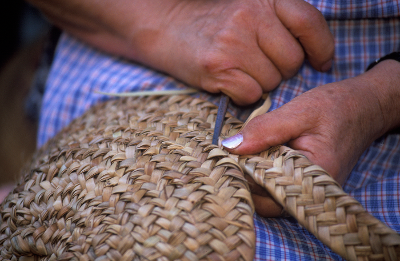
Artesana cosiendo un capazo

La artesanía de la palma es el arte de elaborar piezas, antiguamente de uso cotidiano, elaboradas con palma.
Años atrás confeccionar estos utensilios, era considerado un oficio ya que la gente utilizaba rutinariamente las piezas confeccionadas con palma para avivar el fuego, recoger las olivas, protegerse del sol y otras muchas aplicaciones. En la actualidad es considerado un arte ya que los utensilios tienen más finalidades decorativas.
Cada vez son menos las personas (mujeres, mayoritariamente) que conocen bien este oficio convertido en arte y que poco a poco va desapareciendo.

## Historia
La artesanía de la palma se realiza desde hace siglos, ya que se han encontrado vestigios de piezas tejidas con margalló en talayots de las Islas Baleares.
Es de suponer que en el Mediterráneo sus pobladores intentaban aprovechar los recursos naturales de que disponían para confeccionar los utensilios que necesitaban para las tareas cotidianas. Así pues encontraron un gran material en la hoja de la palma: los «brins», que aprendieron a tejer para confeccionar una especie de tejido resistente y fuerte. Entonces fue cuando el trabajo de la palma se convirtió en un oficio. Actualmente, según la zona este oficio se conoce con los nombres de trenzar, llatar, llatrar, entre otros. Debido a sus múltiples aplicaciones, este tejido era muy preciado y muchas las mujeres que aprendían este oficio para confeccionar piezas con las hojas de esta palmera, para posteriormente venderlas o intercambiarlas por otros bienes. Actualmente este oficio va desapareciendo poco a poco, con el desarrollo de nuevos materiales como el plástico y fibras sintéticas que han suplido las fibras naturales. Así el trabajo de las «llatadores» se encuentra preservado únicamente como una tradición artesana en ciertas zonas del Mediterráneo. 

## la palma

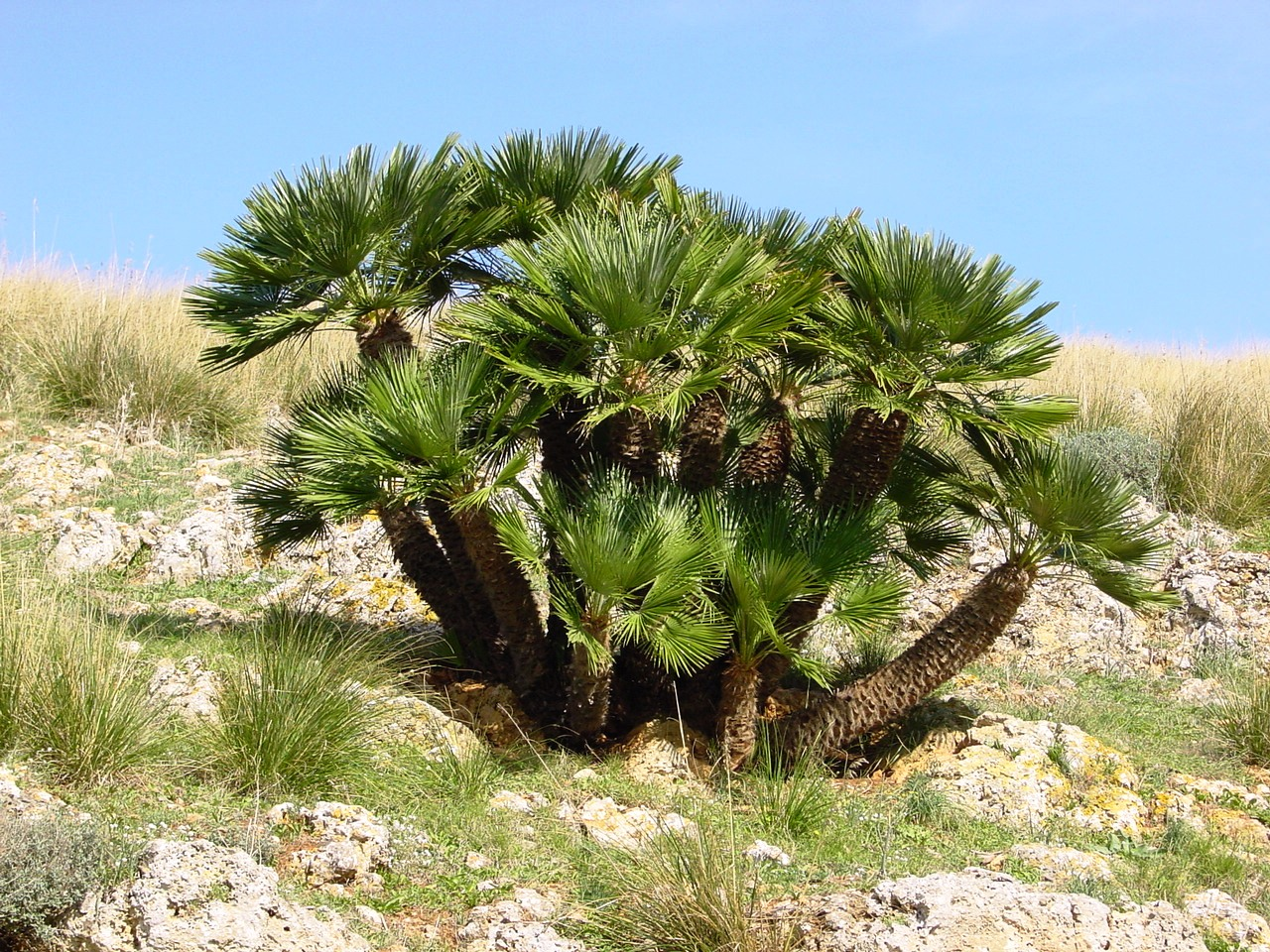
Margalló

la palma (Chamaerops humilis) es una planta que pertenece a la familia de las palmeras (Arecaceae). Aunque hoy en día hay otras variedades de palmeras muy comunes en nuestro país, todas son originarias de otros continentes. la palma en cambio es una especie vegetal autóctona de Europa.
Esta palmera recibe distintos nombres dependiendo de la zona en la que se encuentra: margalló, margallón, margajón, palma enana, palmiche, palmito. 
la palma, como cualquier vegetal, vive en zonas concretas, necesitando una tierra y condiciones específicas para su desarrollo. El hábitat natural de esta palmera se encuentra en las tierras calcáreas que no estén muy elevadas y a corta distancia del mar.
El clima también es un factor importante en el desarrollo de esta palmera, que escoge zonas cálidas donde el sol tiene fuerza durante el mediodía, rehúye el frío y las zonas sombrías ya que pondrían en peligro su vida. Vive en lugares áridos con unas condiciones meteorológicas parecidas a las plantas subtropicales.

### Distribución geográfica
Esta palmera se distribuye a lo largo de la costa mediterránea, encontrándose en países como Italia, España o Grecia. En la península ibérica se encuentra principalmente en las Islas Baleares, en la zona de Andalucía, en la Sierra de Gata, en la zona de Valencia y en Cataluña, especialmente en el macizo del Garraf y en el sur de la Cordillera Litoral.

### Recolección
La materia prima para la elaboración de utensilios de margalló son sus hojas, largas y puntiagudas, que se desarrollan a partir del tallo en forma de abanico. La recolección de estas hojas es un trabajo minucioso y artesanal, ya que esta palmera no se cultiva sino que se recogen las hojas de las plantas silvestres. La época óptima de la recolección es al final del verano.
El procedimiento que se sigue en el momento de la recolección es el siguiente: 
1. Las palmas se cortan con una hoz pequeña fabricada especialmente con este propósito.
2. Una vez cogidas se amontonan y se atan en gavillas para su transporte
3. Las hojas se extienden al sol para su secado, de forma que pierden su color verde y adoptan su color característico.

### Confección
Las hojas, una vez secas no pueden ser trabajadas debido a que no tienen elasticidad, y al trenzarlas se romperían. Por ello es necesario tratarlas de forma que adquieran la suavidad necesaria para poder ser trenzadas.
El primer paso es escaldar las hojas en agua hirviendo; pasado un rato se sacan y se dejan secar durante un día. Gracias a esto vuelven a coger elasticidad y pueden ser utilizadas para el trenzado.
El segundo paso consiste en cortar los trozos de tallo que  sostienen las hojas y seleccionar las hojas más aptas para ser trabajadas. Estas hojas están formadas por múltiples capas o foliolos, que deben ser separadas una a una para obtener la materia prima con que tejer las piezas. Estas hojas preparadas se denominan “brins” en algunas zonas. A veces, para dar un aspecto más decorativo se pueden teñir algunas hojas con pigmentos naturales.
Estos “brins” ya pueden ser trenzados formando unas tiras estrechas de unos centímetros  de ancho, según la pieza a confeccionar. Estas trenzas se denominan “llatas” y una vez finalizadas deben secarse al sol durante unos días hasta que estén listas para el siguiente paso: coser. Ésta es posiblemente la parte más delicada de la confección, y donde se demuestra la valía de la artesana. Consiste en coser las trenzas entre ellas utilizando las mismas hojas de la palma, de manera que se adquiera la forma del utensilio a confeccionar.

## Piezas más habituales
Las piezas elaboradas se utilizaban tanto para las tareas domésticas como para el trabajo en el campo. Los usos más habituales de estas piezas los podemos clasificar en:
- Piezas de casa

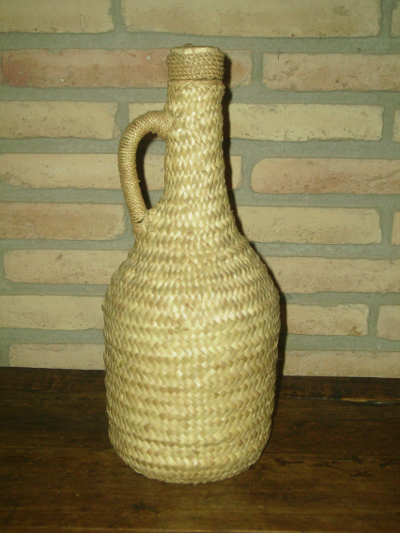
Botella forrada con trenzas de palma

  - Utensilios para guardar objetos u alimentos.
  - Utensilios para ir a la compra o para transportar cosas.
  - Escobas con el mango de caña.
  - Utensilios para avivar el fuego.
  - Esterillas y alfombras.
  - Asientos tipo “puf” rellenos de paja o lana.
  - Cunas para los bebés.
- Piezas del campo
  - Sombreros para proteger del sol tanto a las personas como a los animales.
  - Diferentes arreos para los animales de carga.
  - Cestas que se colgaban al cuello para llevar la comida .
  - Capazos de diferentes formas y medidas.